# Ischnocolus algericus
Ischnocolus algericus là một loài nhện trong họ Theraphosidae.
Loài này thuộc chi Ischnocolus. Ischnocolus algericus được Tord Tamerlan Teodor Thorell miêu tả năm 1875.